# Nashville, Chattanooga and St. Louis Railway

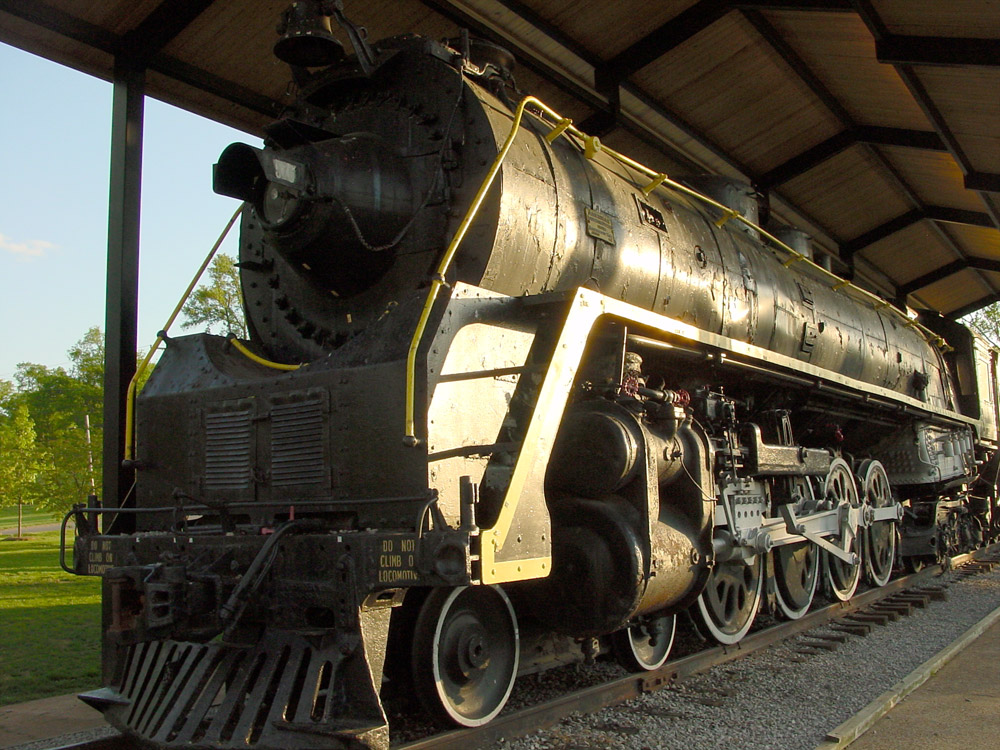
NC&StL Steam Engine 576 im Centennial Park in Nashville, Tennessee.

Die Nashville, Chattanooga and St. Louis Railway war eine Eisenbahngesellschaft im Süden der Vereinigten Staaten. Sie wurde im Dezember 1845 als Nashville and Chattanooga Railroad in Nashville gegründet und war das erste Eisenbahnunternehmen, das im US-Bundesstaat Tennessee den Betrieb aufnahm.
Der Bau der rund 240 km langen Bahnstrecke zwischen Nashville und Chattanooga dauerte neun Jahre. Die Aufgabe gestaltete sich schwierig, da die Strecke die Stufen zwischen dem Highland Rim und dem dazwischen liegenden Cumberland-Plateau überwinden muss. Ein 679 m langer Tunnel in der Nähe von Cowan wurde zum Zeitpunkt seiner Fertigstellung als technisches Wunderwerk erachtet. Die Streckenführung zwischen beiden Städten berührt wegen des topografisch schwierigen Geländes auch die beiden benachbarten Bundesstaaten Alabama und Georgia. An der Strecke entstanden während des Baus neue Siedlungen, etwa Tullahoma und Estill Springs.
Während des Sezessionskrieges gewann die Strecke strategische Bedeutung für die Streitkräfte beider Seiten. Durch die Feldzüge in Tennessee während der Jahre 1862 und 1863 drängten die Unionstruppen die Konföderierten von Nashville nach Chattanooga zurück, wobei sich die Kämpfe an der Bahnstrecke entlang zogen. Diese wurde wiederholt unter Beschuss genommen, sabotiert, instand gesetzt und diente auf Teilstücken der Versorgung der gegnerischen Armeen.
Nach dem Bürgerkrieg erwarb das Unternehmen einige kleinere Bahngesellschaften im Norden und wurde 1873 als Nashville, Chattanooga & St. Louis Railway („NC&StL“) neu gegründet (obwohl keine der Bahnstrecken des Unternehmens nach St. Louis, Missouri führte). Zu Beginn des Jahres 1877 übernahm NC&StL das Vermögen und die Firma der bankrotten Tennessee and Pacific Railroad vom Bundesstaat und betrieb den Eisenbahnverkehr auf einer Zweigstrecke nach Lebanon, Tennessee.
Mit der Louisville and Nashville Railroad (L&N) formierte sich ein aggressiver Konkurrent, der 1880 durch eine feindliche Übernahme die Aktienmehrheit an der NC&StL gewann, wodurch zwischen beiden Städten ein erheblicher Groll entstand. Beide Eisenbahngesellschaften existierten nebeneinander und betrieben ihre Bahnstrecken eigenständig bis zur endgültigen Verschmelzung im Jahr 1957. Bis dahin entwickelte sich die NC&StL weiter und wuchs durch den Erwerb verschiedener Zweigstrecken in Kentucky und Alabama und die Erweiterung der Bahnstrecke bis nach Memphis und 1890 bis nach Atlanta, Georgia durch das Leasing der staatlichen Western and Atlantic Railroad. 
Ab 1941 ersetzte die Gesellschaft ihre Dampflokomotiven durch Dieselfahrzeuge. 1953 stiftete die NC&StL ihre letzte Dampflokomotive, die No. 576, der Stadt Nashville. Die von der American Locomotive Company ("ALCO") produzierte Lokomotive vom Typ Northern war einst als Yellow Jacket bekannt und steht seit der Schenkung im Centennial Park in Nashville. Die Bahngesellschaft selbst bezeichnete die Northern-Lokomotiven als Dixies.
Die L&N, die selbst auf ähnliche Weise durch die Atlantic Coast Line Railroad kontrolliert wurde, ging schließlich 1982 in der Frachtguttransportgesellschaft CSX auf, welche immer noch die ursprünglichen Bahnstrecken nutzt.